# Daria Snigur
Daria Snigur (en ukrainien : Дарія Сергіївна Снігур, Dariya Serhiïvna Snihour), née le 27 mars 2002 à Kiev, est une joueuse de tennis ukrainienne, professionnelle depuis 2019.

## Biographie

### Carrière
Daria Snigur remporte le tournoi de Wimbledon dans la catégorie junior en 2019, battant notamment en finale l'Américaine Alexa Noel. Elle atteint par la suite la finale du Masters Junior. En fin d'année, elle est finaliste du tournoi ITF 100 000$ de Dubaï après avoir battu Kristina Mladenovic.
En 2022, elle joue son 1er match de grand tableau en Grand Chelem à l'US Open et réussit l'exploit de battre la Roumaine Simona Halep. Elle perd ensuite au 2e tour face à la Canadienne Rebecca Marino.

## Parcours en Grand Chelem

### En simple dames
| Année | Open d'Australie | Open d'Australie   | Internationaux de France | Internationaux de France | Wimbledon      | Wimbledon           | US Open        | US Open          |
| ----- | ---------------- | ------------------ | ------------------------ | ------------------------ | -------------- | ------------------- | -------------- | ---------------- |
| 2020  | —                | —                  | Q1                       | Barbara Haas             | Annulé         | Annulé              | —              | —                |
| 2021  | Q1               | Catherine McNally  | Q1                       | Caty McNally             | Q1             | Beatriz Haddad Maia | Q1             | Mariam Bolkvadze |
| 2022  | Q2               | Rebeka Masarova    | Q1                       | Ipek Oz                  | Q2             | Tímea Babos         | 2e tour (1/32) | Rebecca Marino   |
| 2023  | Q2               | Brenda Fruhvirtová | Q1                       | Kathinka von Deichmann   | Q1             | Arantxa Rus         | Q1             | Yuriko Miyazaki  |
| 2024  | 1er tour (1/64)  | Alycia Parks       | Q2                       | Oksana Selekhmeteva      | 2e tour (1/32) | Jeļena Ostapenko    | Q2             | Priscilla Hon    |
| 2025  | 1er tour (1/64)  | Danielle Collins   | Q2                       | Solana Sierra            | Q2             | Jana Fett           | Q1             | Simona Waltert   |

N.B. : à droite du résultat se trouve le nom de l'ultime adversaire.

## Records et statistiques

### Victoires sur le top 10
Toutes ses victoires sur des joueuses classées dans le top 10 de la WTA lors de la rencontre.
| Légende         |
| Grand Chelem    |
| Jeux olympiques |
| Masters         |
| WTA 1000        |
| Elite Trophy    |
| WTA 500         |
| WTA 250         |
| Fed Cup         |

| # |        |  | Tournoi    | Année | Surface |  | Adversaire          | Rang  | Tour | Score         | Tableau |
| - | ------ |  | ---------- | ----- | ------- |  | ------------------- | ----- | ---- | ------------- | ------- |
| 1 | no 124 |  | US Open    | 2022  | Dur     |  | Simona Halep        | no 7  | 1/64 | 6-2, 0-6, 6-4 | Tableau |
| 2 | no 157 |  | Nottingham | 2023  | Gazon   |  | Beatriz Haddad Maia | no 10 | 1/16 | 6-4, 6-3      | Tableau |

## Classements WTA en fin de saison
| Année          | 2019 | 2020 | 2021 | 2022 | 2023 | 2024 |
| Rang en simple | 311  | 218  | 183  | 106  | 121  | 141  |
| Rang en double | –    | –    | –    | –    | –    | –    |

Source : (en) Classements de Daria Snigur sur le site officiel de la Fédération internationale de tennis